# Aeroporto Internacional de Nice
O Aeroporto de Nice–Côte d'Azur (em francês:  Aéroport Nice Côte d'Azur) (IATA: NCE, ICAO: LFMN) é um aeroporto localizado na cidade francesa de Nice.
É o terceiro aeroporto mais movimentado da França em termos de passageiros, atrás do Aeroporto Charles de Gaulle e de Orly, ambos servem a cidade de Paris. Devido à sua localização, o aeroporto também serve o Principado do Mônaco, tendo com um serviço de heliporto para transportar passageiros.

## Estatísticas
Ver a consulta original do Wikidata.

## Ligação externa
- Aéroport Nice Côte d'Azur (site)